# Aleksiy Sokirskiy
Oleksiy Sokyrskyy (Horlivka, 16 de março de 1985) é um lançador de martelo ucraniano. Sua melhor marca pessoal é de 76,96 metros, conseguidos em 19 de junho de 2011 em Estocolmo.